# L'Orgueil de la famille
Pour plus de détails, voir Fiche technique et Distribution.
L'Orgueil de la famille (Ihr 106. Geburtstag) est un film allemand réalisé par Günther Lüders, sorti en 1958.
Il s'agit d'une adaptation de la pièce de théâtre française Mamouret de Jean Sarment, créée le 11 février 1941 au Théâtre de Paris, dans une mise en scène de Charles Dullin.

## Synopsis
Cécile est la chef de la famille Burger. Elle va bientôt fêter en grande pompe son 106e anniversaire, en présence du ministre de la culture et de la presse. La célébration devrait démontrer l'unité de la grande famille, alors que les membres se haïssent et ne pensent qu'à l'argent, c'est pourquoi ils se sont mariés entre eux. L'exhérédation est imminente pour la jeune Josefine Burger, qui est tombée amoureuse d'un directeur de cirque. Pour empêcher celle-ci et rendre heureuse Josephine, Cécile menace de révéler les affaires de certains, notamment des enfants illégitimes.

## Fiche technique
- Titre original : Ihr 106. Geburtstag ou Der Stolz der Familie
- Titre français : L'Orgueil de la famille ou La Fierté de la famille ou Le Secret de la famille[1]
- Réalisation : Günther Lüders assisté de Walter Wischniewsky
- Scénario : Curth Flatow (de), Eckart Hachfeld (de)
- Photographie : Friedl Behn-Grund
- Montage : Walter Wischniewsky
- Musique : Martin Böttcher
- Direction artistique : Emil Hasler, Walter Kutz, Paul Markwitz
- Costumes : Helmut Holger (de)
- Son : Erwin Schänzle
- Producteurs : Artur Brauner, Horst Wendlandt
- Sociétés de production : CCC-Film
- Société de distribution : Neue Filmverleih
- Pays d'origine :  Allemagne de l'Ouest
- Langue : allemand
- Format : Couleur - 1,66:1 - Mono - 35 mm
- Genre : Comédie
- Durée : 98 minutes
- Dates de sortie :
  - Allemagne de l'Ouest : 21 août 1958.
  - France : 17 février 1961[1].

## Distribution
- Margarete Haagen : Cäcilie Burger, l'arrière-grand-mère
- Gerlinde Locker : Josefine
- Paul Hubschmid : Alfred Franconi
- Gustav Knuth : Anton Burger
- Rudolf Platte : Ferdinand Burger
- Elsa Wagner : Viktoria Burger
- Ernst Waldow : Balthasar Burger
- Lucie Mannheim : Clementine Burger
- Georgia Lind (de) : Irmgard Burger
- Florentine von Castell : Elsbeth Burger
- Monika Peitsch (de) : Barbara Burger
- Peter Weck : Robert Burger
- Walter Janssen : Monsignore Burger
- Stefan Wigger (de) : Fritz Burger
- Roland Kaiser : Eduard Burger
- Walter Koch : Leonhard Burger

## Crédit d'auteurs
- (de) Cet article est partiellement ou en totalité issu de l’article de Wikipédia en allemand intitulé « Ihr 106. Geburtstag » (voir la liste des auteurs).